# Ukraine aux Jeux olympiques d'été de 2000
L'Ukraine participe aux Jeux olympiques d'été de 2000 à Sydney en Australie. 230 athlètes ukrainiens, 139 hommes et 91 femmes, ont participé à 185 compétitions dans 23 sports. Ils y ont obtenu 23 médailles : 3 d'or, 10 d'argent et 10 de bronze.

## Nombre d'athlètes qualifiés par sport
Voici la liste des qualifiés et sélectionnés Ukrainiens par sport (remplaçants compris) :
| Sport       | Hommes | Femmes | Total |
| ----------- | ------ | ------ | ----- |
| Athlétisme  | 27     | 29     | 56    |
| Aviron      | 6      | 6      | 12    |
| Badminton   | 1      | 2      | 2     |
| Boxe        | 10     | 0      | 10    |
| Canoë-kayak | 6      | 5      | 11    |
| Cyclisme    | 13     | 4      | 17    |

## Médailles
| Médaille | Discipline  | Épreuve                                | Athlète                                                                                                  | Performance | Date |
| -------- | ----------- | -------------------------------------- | --- | ----------- | ---- |
| Or       | Tir         | Skeet hommes                           | Mykola Milchev                                                                                           |             |      |
| Or       | Natation    | 200 mètres 4 nages femmes              | Yana Klochkova                                                                                           |             |      |
| Or       | Natation    | 400 mètres 4 nages femmes              | Yana Klochkova                                                                                           |             |      |
| Argent   | Natation    | 200 mètres papillon hommes             | Denys Sylantyev                                                                                          |             |      |
| Argent   | Natation    | 800 mètres nage libre femmes           | Yana Klochkova                                                                                           |             |      |
| Argent   | Tir à l'arc | Épreuve par équipes femmes             | Nataliya Burdeyna, Olena Sadovnycha, Kateryna Serdyuk                                                    |             |      |
| Argent   | Boxe        | Poids légers (-60 kg)                  | Andriy Kotelnik                                                                                          |             |      |
| Argent   | Boxe        | Poids welters (-67 kg)                 | Serhiy Dotsenko                                                                                          |             |      |
| Argent   | Cyclisme    | Poursuite par équipes hommes           | Sergiy Chernyavsky Sergiy Matveyev Alexandre Symonenko Oleksandr Fedenko                                 |             |      |
| Argent   | Gymnastique | Trampoline - Individuel femmes         | Oksana Tsyhoulova                                                                                        |             |      |
| Argent   | Gymnastique | Concours par équipes hommes            | Oleksandr Beresch Valeri Goncharov Ruslan Mezentsev Valeri Pereshkura Olexander Svitlichni Roman Zozulya |             |      |
| Argent   | Lutte       | Coq - Moins de 58 kg                   | Yevhen Buslovych                                                                                         |             |      |
| Argent   | Lutte       | Lourd - Moins de 97 kg                 | Davyd Saldadze                                                                                           |             |      |
| Bronze   | Athlétisme  | Saut en longueur hommes                | Roman Shchurenko                                                                                         |             |      |
| Bronze   | Athlétisme  | Triple saut femmes                     | Olena Hovorova                                                                                           |             |      |
| Bronze   | Boxe        | Poids mouches (-51 kg)                 | Wladimir Sidorenko                                                                                       |             |      |
| Bronze   | Boxe        | Poids coqs (-54 kg)                    | Serhiy Danylchenko                                                                                       |             |      |
| Bronze   | Boxe        | Poids mi-lourds (-81 kg)               | Andriy Fedchuk                                                                                           |             |      |
| Bronze   | Cyclisme    | Vitesse individuelle femmes            | Iryna Yanovych                                                                                           |             |      |
| Bronze   | Gymnastique | Concours général individuel hommes     | Oleksandr Beresh                                                                                         |             |      |
| Bronze   | Judo        | Moins de 90 kg                         | Ruslan Mashurenko                                                                                        |             |      |
| Bronze   | Voile       | 470 femmes                             | Olena Pakholchyk, Ruslana Taran                                                                          |             |      |
| Bronze   | Plongeon    | Plongeon synchronisé à 3 mètres femmes | Ganna Sorokina Olena Zhupina                                                                             |             |      |

## Athlétisme

### Hommes
| Athlète                                                         | Épreuve              | Séries         | Séries      | Quarts de finale | Quarts de finale | Demi-finales  | Demi-finales | Finale          | Finale  |
| Athlète                                                         | Épreuve              | Temps          | Rang        | Temps            | Rang             | Temps         | Rang         | Temps           | Rang    |
| --------------------------------------------------------------- | -------------------- | -------------- | ----------- | ---------------- | ---------------- | ------------- | ------------ | --------------- | ------- |
| Kostya Rurak                                                    | 100 m                | 10 s 48        | 3e          | 10 s 38          | 7e               | Eliminé       | Eliminé      | Eliminé         | Eliminé |
| Anatoliy Dovhal                                                 | 100 m                | 10 s 48        | 4e          | Eliminé          | Eliminé          | Eliminé       | Eliminé      | Eliminé         | Eliminé |
| Oleksandr Kaydash                                               | 400 m                | 46 s 88        | 7e          | Eliminé          | Eliminé          | Eliminé       | Eliminé      | Eliminé         | Eliminé |
| Ivan Heshko                                                     | 1 500 m              | 3 min 41 s 80  | 10e         | Eliminé          | Eliminé          | Eliminé       | Eliminé      | Eliminé         | Eliminé |
| Serhiy Lebid                                                    | 5 000 m              | 13 min 29 s 69 | 2e          | Non disputé      | Non disputé      | Non disputé   | Non disputé  | 13 min 37 s 80  | 7e      |
| Hennadiy Horbenko                                               | 400 m haies          | 49 s 12        | 2e          | Non disputé      | Non disputé      | 48 s 40       | 3e           | 49 s 01         | 8e      |
| Serhiy Redko                                                    | 3000 mètres steeple  | 8 min 40 s 51  | 9e          | Eliminé          | Eliminé          | Eliminé       | Eliminé      | Eliminé         | Eliminé |
| Oleksandr Kaydash Roman Voronko Yevhen Zyukov Hennadiy Horbenko | Relais 4 × 400 m     | 3 min 05 s 41  | 3e          | Non disputé      | Non disputé      | 3 min 02 s 68 | 5e           | Eliminé         | Eliminé |
| Oleksiy Shelest                                                 | 50 kilomètres marche | Non disputé    | Non disputé | Non disputé      | Non disputé      | Non disputé   | Non disputé  | 4 h 07 min 39 s | 32e     |

| Athlète               | Épreuve           | Qualification | Qualification | Finale      | Finale             |
| Athlète               | Épreuve           | Performance   | Rang          | Performance | Rang               |
| --------------------- | ----------------- | ------------- | ------------- | ----------- | ------------------ |
| Serhiy Dymchenko      | Saut en hauteur   | 2,27 m        | 7e            | 2,29 m      | 9e                 |
| Andriy Sokolovskyy    | Saut en hauteur   | 2,24 m        | 16e           | Eliminé     | Eliminé            |
| Ruslan Hlivinskyi     | Saut en hauteur   | 2,15 m        | 27e           | Eliminé     | Eliminé            |
| Denys Yurchenko       | Saut à la perche  | 5,40 m        | 30e           | Eliminé     | Eliminé            |
| Sergey Bubka          | Saut à la perche  | NH            | /             | Eliminé     | Eliminé            |
| Roman Shchurenko      | Saut en longueur  | 8,01 m        | 11e           | 8,31 m      | Médaille de bronze |
| Oleksiy Lukashevych   | Saut en longueur  | 8,01 m        | 10e           | 8,26 m      | 4e                 |
| Serhiy Izmailov       | Triple saut       | 16,10 m       | 29e           | Eliminé     | Eliminé            |
| Yuriy Bilonoh         | Lancer du poids   | 20,53 m       | 3e            | 20,84 m     | 5e                 |
| Roman Virastyuk       | Lancer du poids   | 19,27 m       | 20e           | Eliminé     | Eliminé            |
| Kyrylo Chuprynin      | Lancer du disque  | 58,38 m       | 32e           | Eliminé     | Eliminé            |
| Andriy Skvaruk        | Lancer du marteau | 79,55 m       | 2e            | 75,50 m     | 10e                |
| Vladyslav Piskunov    | Lancer du marteau | 76,08 m       | 14e           | Eliminé     | Eliminé            |
| Oleksandr Krykun      | Lancer du marteau | 74,83 m       | 20e           | Eliminé     | Eliminé            |
| Oleksandr Yurkov      | Décathlon         | Non disputé   | Non disputé   | 7993 pts    | 16e                |
| Volodymyr Mykhailenko | Décathlon         | Non disputé   | Non disputé   | 7676 pts    | 22e                |
| Fedir Laukhin         | Décathlon         | Non disputé   | Non disputé   | 7652 pts    | 23e                |

### Femmes
| Athlète                                                                    | Épreuve              | Séries        | Séries      | Quarts de finale | Quarts de finale | Demi-finales | Demi-finales | Finale          | Finale      |
| Athlète                                                                    | Épreuve              | Temps         | Rang        | Temps            | Rang             | Temps        | Rang         | Temps           | Rang        |
| -------------------------------------------------------------------------- | -------------------- | ------------- | ----------- | ---------------- | ---------------- | ------------ | ------------ | --------------- | ----------- |
| Zhanna Pintusevich-Block                                                   | 100 m                | 11 s 27       | 1er         | 11 s 08          | 1er              | 11 s 32      | 3e           | 11 s 20         | 4e          |
| Anzhela Kravchenko                                                         | 100 m                | 11 s 35       | 2e          | 11 s 32          | 6e               | Eliminé      | Eliminé      | Eliminé         | Eliminé     |
| Iryna Pukha                                                                | 100 m                | 11 s 41       | 2e          | 11 s 54          | 6e               | Eliminé      | Eliminé      | Eliminé         | Eliminé     |
| Zhanna Pintusevich-Block                                                   | 200 m                | 23 s 13       | 2e          | 22 s 70          | 2e               | 22 s 74      | 3e           | 22 s 66         | 7e          |
| Olena Pastushenko                                                          | 200 m                | 23 s 64       | 4e          | 23 s 63          | 7e               | Eliminé      | Eliminé      | Eliminé         | Eliminé     |
| Olena Rurak                                                                | 400 m                | 53 s 45       | 5e          | Eliminé          | Eliminé          | Eliminé      | Eliminé      | Eliminé         | Eliminé     |
| Olena Buzhenko                                                             | 800 m                | 2 min 03 s 48 | 6e          | Eliminé          | Eliminé          | Eliminé      | Eliminé      | Eliminé         | Eliminé     |
| Tetiana Kryvobok                                                           | 1 500 m              | 4 min 22 s 11 | 13e         | Eliminé          | Eliminé          | Eliminé      | Eliminé      | Eliminé         | Eliminé     |
| Olena Ovcharova-Krasovska                                                  | 100 m haies          | 13 s 15       | 6e          | 13 s 02          | 5e               | 13 s 02      | 7e           | Eliminé         | Eliminé     |
| Nadiya Bodrova                                                             | 100 m haies          | 13 s 25       | 6e          | Eliminé          | Eliminé          | Eliminé      | Eliminé      | Eliminé         | Eliminé     |
| Mayia Shemichishina                                                        | 100 m haies          | 13 s 18       | 6e          | Eliminé          | Eliminé          | Eliminé      | Eliminé      | Eliminé         | Eliminé     |
| Tetyana Tereshchuk-Antypova                                                | 400 m haies          | 56 s 27       | 2e          | Non disputé      | Non disputé      | 54 s 25      | 3e           | 53 s 98         | 5e          |
| Tetiana Debela                                                             | 400 m haies          | 57 s 33       | 6e          | Non disputé      | Non disputé      | Non disputé  | Non disputé  | Non disputé     | Non disputé |
| Iryna Pukha Anzhela Kravchenko Olena Pastushenko Olena Ovcharova-Krasovska | Relais 4 × 100 m     | 43 s 93       | 4e          | Non disputé      | Non disputé      | 43 s 31      | 6e           | Eliminé         | Eliminé     |
| Valentyna Savchuk                                                          | 20 kilomètres marche | Non disputé   | Non disputé | Non disputé      | Non disputé      | Non disputé  | Non disputé  | 1 h 33 min 22 s | 12e         |
| Vira Zozulia                                                               | 20 kilomètres marche | Non disputé   | Non disputé | Non disputé      | Non disputé      | Non disputé  | Non disputé  | 1 h 35 min 43 s | 24e         |

| Athlète              | Épreuve           | Qualification | Qualification | Finale      | Finale             |
| Athlète              | Épreuve           | Performance   | Rang          | Performance | Rang               |
| -------------------- | ----------------- | ------------- | ------------- | ----------- | ------------------ |
| Inha Babakova        | Saut en hauteur   | 1,94 m        | 1er           | 1,96 m      | 5e                 |
| Vita Palamar         | Saut en hauteur   | 1,94 m        | 1er           | 1,96 m      | 7e                 |
| Iryna Mykhalchenko   | Saut en hauteur   | 1,85 m        | 29e           | Eliminé     | Eliminé            |
| Anzhela Balakhonova  | Saut à la perche  | 4,30 m        | 1er           | NH          | /                  |
| Olena Shekhovtsova   | Saut en longueur  | 6,65 m        | 8e            | 6,37 m      | 11e                |
| Viktoriya Vershynina | Saut en longueur  | 6,56 m        | 14e           | Eliminé     | Eliminé            |
| Olena Hovorova       | Triple saut       | 14,76 m       | 2e            | 14,96 m     | Médaille de bronze |
| Olena Khlusovych     | Triple saut       | 13,60 m       | 20e           | Eliminé     | Eliminé            |
| Olena Antonova       | Lancer du disque  | 60,73 m       | 13e           | Eliminé     | Eliminé            |
| Iryna Sekachova      | Lancer du marteau | 61,44 m       | 16e           | Eliminé     | Eliminé            |
| Tetiana Liakhovych   | Lancer du javelot | 57,41 m       | 19e           | Eliminé     | Eliminé            |
| Larysa Necheporuk    | Heptathlon        | Non disputé   | Non disputé   | 5762 pts    | 20e                |
| Lyudmyla Blonska     | Heptathlon        | Non disputé   | Non disputé   | 5585 pts    | 23e                |

## Aviron

### Hommes
| Athlète(s)                                                            | Compétition      | Série         | Série | Repêchage     | Repêchage   | Demi-finale   | Demi-finale | Finale                 | Finale |
| Athlète(s)                                                            | Compétition      | Temps         | Rang  | Temps         | Rang        | Temps         | Rang        | Temps                  | Rang   |
| --------------------------------------------------------------------- | ---------------- | ------------- | ----- | ------------- | ----------- | ------------- | ----------- | ---------------------- | ------ |
| Kostyantyn Zaytsev Kostiantyn Pronenko                                | Deux de couple   | 6 min 38 s 06 | 3e    | 6 min 33 s 23 | 3e          | 6 min 36 s 92 | 5e          | Finale B 6 min 27 s 24 | 5e     |
| Oleksandr Marchenko Oleh Lykov Oleksandr Zaskalko Leonid Shaposhnykov | Quatre de couple | 5 min 53 s 03 | 2e    | Non disputé   | Non disputé | 5 min 48 s 15 | 3e          | Finale A 5 min 55 s 12 | 6e     |

### Femmes
| Athlète(s)                                                              | Compétition       | Série         | Série | Repêchage     | Repêchage | Demi-finale | Demi-finale | Finale                 | Finale |
| Athlète(s)                                                              | Compétition       | Temps         | Rang  | Temps         | Rang      | Temps       | Rang        | Temps                  | Rang   |
| ----------------------------------------------------------------------- | ----------------- | ------------- | ----- | ------------- | --------- | ----------- | ----------- | ---------------------- | ------ |
| Dina Miftakhutdynova Tetiana Ustiuzhanina Svitlana Maziy Olena Ronzhyna | Quatre de couple  | 6 min 28 s 17 | 2e    | 6 min 29 s 41 | 1er       | Non disputé | Non disputé | Finale A 6 min 25 s 71 | 4e     |
| Nina Proskura Yevheniya Andrieieva                                      | Deux sans barreur | 7 min 30 s 82 | 4e    | 7 min 31 s 11 | 3e        | Non disputé | Non disputé | Finale B 7 min 20 s 82 | 2e     |

## Badminton

### Hommes
| Athlète               | Compétition   | 1/32 de finale   | 1/16 de finale        | 1/8 de finale    | Quarts de finale | Demi-finales     | Finale           | Finale 3eplace   | Rang |
| Athlète               | Compétition   | Adversaire Score | Adversaire Score      | Adversaire Score | Adversaire Score | Adversaire Score | Adversaire Score | Adversaire Score | Rang |
| --------------------- | ------------- | ---------------- | --------------------- | ---------------- | ---------------- | ---------------- | ---------------- | ---------------- | ---- |
| Vladyslav Druzhchenko | Simple hommes | Non disputé      | Défaite Gopichand 1-2 | Eliminé          | Eliminé          | Eliminé          | Eliminé          | Eliminé          |      |

### Femmes
| Athlète                             | Compétition  | 1/32 de finale   | 1/16 de finale       | 1/8 de finale    | Quarts de finale | Demi-finales     | Finale           | Finale 3eplace   | Rang    |
| Athlète                             | Compétition  | Adversaire Score | Adversaire Score     | Adversaire Score | Adversaire Score | Adversaire Score | Adversaire Score | Adversaire Score | Rang    |
| ----------------------------------- | ------------ | ---------------- | -------------------- | ---------------- | ---------------- | ---------------- | ---------------- | ---------------- | ------- |
| Olena Nozdran                       | Simple dames | Non disputé      | Défaite Lee 0-2      | Eliminé          | Eliminé          | Eliminé          | Eliminé          | Eliminé          | Eliminé |
| Olena Nozdran Viktoriya Yevtushenko | Double dames | Non disputé      | Défaite Danemark 1-2 | Eliminé          | Eliminé          | Eliminé          | Eliminé          | Eliminé          | Eliminé |

### Mixtes
| Athlète                                     | Compétition  | 1/32 de finale   | 1/16 de finale           | 1/8 de finale    | Quarts de finale | Demi-finales     | Finale           | Finale 3eplace   | Rang    |
| Athlète                                     | Compétition  | Adversaire Score | Adversaire Score         | Adversaire Score | Adversaire Score | Adversaire Score | Adversaire Score | Adversaire Score | Rang    |
| ------------------------------------------- | ------------ | ---------------- | ------------------------ | ---------------- | ---------------- | ---------------- | ---------------- | ---------------- | ------- |
| Viktoriya Yevtushenko Vladyslav Druzhchenko | Double mixte | Non disputé      | Défaite Corée du Sud 0-2 | Eliminé          | Eliminé          | Eliminé          | Eliminé          | Eliminé          | Eliminé |

## Boxe

### Hommes
| Athlète              | Catégorie           | 16e de finale                  | 8e de finale             | Quart de finale          | Demi-finale             | Finale               |
| Athlète              | Catégorie           | Adversaire Résultat            | Adversaire Résultat      | Adversaire Résultat      | Adversaire Résultat     | Adversaire Résultat  |
| -------------------- | ------------------- | ------------------------------ | ------------------------ | ------------------------ | ----------------------- | -------------------- |
| Valeriy Sydorenko    | Poids mi-mouches    | Victoire Brésil 12-7           | Victoire Thaïlande 2-2   | Défaite Cuba 5-12        | Eliminé                 | Eliminé              |
| Volodymyr Sydorenko  | Poids mouches       | Victoire Mexique 16-8          | Victoire Argentine 16-10 | Victoire Pologne 17-2    | Défaite Thaïlande 11-14 | Eliminé              |
| Serhiy Danylchenko   | Poids coqs          | Non disputé                    | Victoire Inde 14-5       | Victoire Australie 18-3  | Défaite Russie 10-15    | Eliminé              |
| Servin Suleimanov    | Poids plumes        | Défaite Bulgarie 4-7           | Eliminé                  | Eliminé                  | Eliminé                 | Eliminé              |
| Andriy Kotelnik      | Poids légers        | Victoire Philippines 16-1      | Victoire Ghana 17-11     | Victoire Kazakhstan 21-6 | Victoire Mexique 22-14  | Défaite Cuba 4-14    |
| Vyacheslav Senchenko | Poids super-welters | Non disputé                    | Défaite Égypte 16-19     | Eliminé                  | Eliminé                 | Eliminé              |
| Serhiy Dotsenko      | Poids welters       | Victoire Argentine 12-7        | Victoire Thaïlande 13-5  | Victoire Kazakhstan 8-7  | Victoire Moldavie 17-8  | Défaite Russie 16-24 |
| Andriy Fedchuk       | Poids mi-lourds     | Victoire Maroc                 | Victoire Ghana 13-5      | Victoire Inde 12-12      | Défaite Tchéquie 7-11   | Eliminé              |
| Oleksandr Yatsenko   | Poids lourds        | Défaite Ouzbékistan 2-15       | Eliminé                  | Eliminé                  | Eliminé                 | Eliminé              |
| Oleksiy Mazikin      | Poids super-lourds  | Victoire Nouvelle-Zélande 19-5 | Non disputé              | Défaite Royaume-Uni 9-19 | Eliminé                 | Eliminé              |

## Canoe-Kayak

### Course en ligne

#### Hommes
| Athlète                       | Compétition | Éliminatoires  | Éliminatoires | Demi-finales   | Demi-finales | Finale A       | Finale A |
| Athlète                       | Compétition | Temps          | Rang          | Temps          | Rang         | Temps          | Rang     |
| ----------------------------- | ----------- | -------------- | ------------- | -------------- | ------------ | -------------- | -------- |
| Vladyslav Tereshchenko        | K1 1000m    | 3 min 39 s 517 | 4e            | 3 min 46 s 833 | 9e           | Eliminé        | Eliminé  |
| Mykhailo Slivinsky            | C1 500m     | 1 min 53 s 682 | 6e            | 1 min 52 s 461 | 3e           | 2 min 33 s 129 | 7e       |
| Serhiy Klymniuk Dmytro Sablin | C2 500m     | 1 min 42 s 903 | 2e            | Non disputé    | Non disputé  | 2 min 02 s 612 | 8e       |
| Roman Bundz Leonid Kamlochuk  | C2 1000m    | 3 min 47 s 150 | 5e            | 3 min 47 s 298 | 6e           | Eliminé        | Eliminé  |

#### Femmes
| Athlète                                                               | Compétition | Éliminatoires  | Éliminatoires | Demi-finales   | Demi-finales | Finale A       | Finale A |
| Athlète                                                               | Compétition | Temps          | Rang          | Temps          | Rang         | Temps          | Rang     |
| --------------------------------------------------------------------- | ----------- | -------------- | ------------- | -------------- | ------------ | -------------- | -------- |
| Inna Osypenko-Radomska                                                | K1 500m     | 2 min 02 s 712 | 9e            | Eliminé        | Eliminé      | Eliminé        | Eliminé  |
| Hanna Balabanova Nataliya Feklisova                                   | K2 500m     | 1 min 46 s 942 | 5e            | 1 min 47 s 370 | 4e           | Eliminé        | Eliminé  |
| Hanna Balabanova Olena Cherevatova Nataliya Feklisova Mariya Ralcheva | K4 500m     | 1 min 35 s 454 | 4e            | 1 min 37 s 704 | 1er          | 1 min 37 s 544 | 5e       |

## Cyclisme

### Route

#### Hommes
| Athlète           | Compétition      | Temps               | Rang |
| ----------------- | ---------------- | ------------------- | ---- |
| Serhiy Honchar    | Course en ligne  | DNF                 | /    |
| Volodymyr Gustov  | Course en ligne  | 5 h 30 min 46 s     | 64e  |
| Oleksandr Fedenko | Course en ligne  | 5 h 30 min 46 s     | 41e  |
| Serhiy Ushakov    | Course en ligne  | 5 h 30 min 46 s     | 38e  |
| Volodymyr Duma    | Course en ligne  | 5 h 30 min 46 s     | 26e  |
| Serhiy Matvieiev  | Contre-la-montre | 1 h 00 min 25 s 933 | 18e  |
| Serhiy Honchar    | Contre-la-montre | 59 min 20 s 611     | 9e   |

#### Femmes
| Athlète            | Compétition      | Temps           | Rang |
| ------------------ | ---------------- | --------------- | ---- |
| Valentyna Karpenko | Course en ligne  | 3 h 10 min 33 s | 33e  |
| Oksana Saprykina   | Course en ligne  | 3 h 06 min 31 s | 19e  |
| Tetiana Stiazhkina | Course en ligne  | 3 h 06 min 31 s | 17e  |
| Tetiana Stiazhkina | Contre-la-montre | 44 min 45 s 134 | 19e  |

### Piste

#### Hommes
| Athlète             | Compétition            | Qualification  | Demi-finales             | Match pour le bronze     | Match pour le bronze | Finale                   | Finale  |
| Athlète             | Compétition            | Temps Vitesse  | Adversaire Temps Vitesse | Adversaire Temps Vitesse | Rang                 | Adversaire Temps Vitesse | Rang    |
| ------------------- | ---------------------- | -------------- | ------------------------ | ------------------------ | -------------------- | ------------------------ | ------- |
| Sergiy Matveyev     | Poursuite individuelle | 4 min 25 s 380 | Eliminé                  | Eliminé                  | Eliminé              | Eliminé                  | Eliminé |
| Oleksandr Symonenko | Poursuite individuelle | 4 min 23 s 983 | Eliminé                  | Eliminé                  | Eliminé              | Eliminé                  | Eliminé |

| Athlète                                                                    | Compétition           | Qualification        | Qualification | Quart de finale                 | Demi-finale                     | Finale                          | Finale            |
| Athlète                                                                    | Compétition           | Temps Vitesse (km/h) | Rang          | Adversaire Temps Vitesse (km/h) | Adversaire Temps Vitesse (km/h) | Adversaire Temps Vitesse (km/h) | Rang              |
| -------------------------------------------------------------------------- | --------------------- | -------------------- | ------------- | ------------------------------- | ------------------------------- | ------------------------------- | ----------------- |
| Oleksandr Fedenko Oleksandr Symonenko Serhiy Matvieiev Serhiy Cherniavskiy | Poursuite par équipes | 4 min 04 s 078       | 2e            | 4 min 03 s 359                  | 4 min 00 s 830                  | 4 min 04 s 520                  | Médaille d'argent |

| Athlète                          | Compétition           | Points | Rang |
| -------------------------------- | --------------------- | ------ | ---- |
| Vasyl Yakovlev                   | Course aux points     | 5      | 17e  |
| Vasyl Yakovlev Oleksandr Fedenko | Course à l'américaine | 8      | 9e   |

#### Femmes
| Athlète        | Compétition          | Qualification | Seizièmes de finale      | Repêchages               | Quarts de finale         | Demi-finales             | Match pour le bronze     | Match pour le bronze | Finale                   | Finale      |
| Athlète        | Compétition          | Temps Vitesse | Adversaire Temps Vitesse | Adversaire Temps Vitesse | Adversaire Temps Vitesse | Adversaire Temps Vitesse | Adversaire Temps Vitesse | Rang                 | Adversaire Temps Vitesse | Rang        |
| -------------- | -------------------- | ------------- | ------------------------ | ------------------------ | ------------------------ | ------------------------ | ------------------------ | -------------------- | ------------------------ | ----------- |
| Iryna Yanovych | Vitesse individuelle | 11 s 548      | Victoire Hongrie         | Non disputé              | Victoire Canada          | Défaite Russie           | Victoire Australie       | Médaille de bronze   | Non disputé              | Non disputé |

| Athlète        | Compétition                 | Temps    | Rang |
| -------------- | --------------------------- | -------- | ---- |
| Iryna Yanovych | 500 mètres contre-la-montre | 35 s 512 | 9e   |

### BMX

#### Hommes
| Athlète        | Compétition   | Temps              | Rang |
| -------------- | ------------- | ------------------ | ---- |
| Serhiy Rysenko | Cross-country | 2 h 20 min 40 s 00 | 27e  |